# عمر حسين
عمر حسين (21 مايو 1986 -)، كاتب وممثل كوميدي ويوتيوبر ومقدم برامج يمني مقيم في السعودية، قدّم برنامج على الطاير الذي بُثّ على اليوتيوب، كما عمل في منصب المدير التنفيذي لشبكة يوتيرن الإعلامية، على الطاير أحد البرامج السعودية على موقع اليوتيوب. مهندس كيميائي من جامعة الملك فهد للبترول والمعادن.

## على الطآير
هو برنامج كوميدي سعودي يعرض على موقع يوتيوب على الإنترنت. وحسب وصف القائمين على البرنامج: «برنامج كوميدي يقدمه عمر حسين و الذي ينظر إلى الأحداث و الأخبار و الشائعات بنظرة مختلفة "نوعاً ما" تمكننا من الضحك على أنفسنا.» عرضت أول حلقة من البرنامج في يوم 8 سبتمبر 2010. بلغ عدد المشاهدات لأول حلقة أكثر من 1,300,000 مشاهدة حسب إحصائيات موقع يوتيوب (حتى يناير 2013), وأصبح الآن مجموع أعداد مشاهدات جميع الحلقات يساوي 44 مليون مشاهدة (حتى يناير 2013). تتراوح الفترة بين كل حلقة وأخرى ما بين أسبوع إلى شهر، وفي الموسم الثالث أعلن عمر حسين في إحدى حلقات الموسم بأنهم سيصدروا حلقة كل أسبوعين تقريبا. تبلغ مدة العرض للحلقة الواحدة بين 5 إلى 13 دقيقة.

## الحق ينقال
برنامج يناقش قضايا اجتماعية-تجارب اجتماعية- يطرح في كل حلقة قضية اجتماعية حساسة ويسأل: ماذا ستفعل لو كنت في هذا الموقف؟
قناة صاحي

## وصلات خارجية
- صفحة عمر حسين على تويتر
- صفحة عمر حسين على فيس بوك
- قناة عمر حسين على اليوتيوب.
- قناة برنامج على الطاير على اليوتيوب.
- برنامج الحق ينقال على قناة صاحي، على اليوتيوب.